# Берген (певица)
Берген (имя при рождении Белгин Сарылмышер, 15 июля 1958 — 14 августа 1989) — турецкая певица, жанра Арабески. Она является одной из самых знаменитых исполнительниц турецкой музыки. Она известна по всей Турции как «Печальная женщина». Это название было дано в честь одного из самых популярных альбомов, и в память о её трагичной судьбе.

## Биография
Берген родилась в Мерсине, она была младшим ребёнком в семье из семи детей. Берген получила начальное образование в начальной школе «Yenimahalle Yunus Emre». В детстве она занималась музыкой и играла на мандолине. Заметив музыкальный талант Берген, учителя посоветовали ей учиться в консерватории после окончания школы. Берген, сдав экзамены в государственную консерваторию в Анкаре и заняв первое место на фортепианном отделении, первые два года училась по классу фортепиано и виолончели. Она оставила учёбу незаконченной из-за финансовых трудностей и некоторое время работала государственным служащим в ПТО (Почтово-телеграфная организация) (PTT, Posta ve Telgraf Teşkilatı).
В 1977 году, она посетила ночной клуб «Feyman» в Анкаре с друзьями. Там друзья уговорили её спеть песню. Таким образом о её таланте узнал Ильхан Фэйман (Ilhan Feyman), менеджер клуба. Он предложил ей работать певицей в клубе и она согласилась. В ночном клубе «Feyman» она исполняла турецкую классическую музыку и аранжированные песни, которые тогда были известными, с оркестром «Группа Локомотив». На сцене она использовала псевдоним «Берген» в честь норвежского города Берген. Этот псевдоним относится к бренду её первой виолончели.
После работы в ночном клубе «Feyman» в Анкаре, она приняла предложение о работе в ночном клубе в Адане. В этом ночном клубе она познакомилась с Халис Сербест, который каждый вечер приходил послушать её и присылал ей цветы. Он был хорошим другом руководителя ночного клуба «Feyman». Когда машина, которую ей дали в обмен на восемь месяцев работы в ночном клубе в Адане, была отобрана у неё по окончании работы, и она осталась в долгах, она согласилась выйти замуж за Халиса Сербеста, который проявил к ней интерес из-за её музыкальной таланта и защищал её. Они официально поженились 9 января 1982 года. Но семейного счастья не случилось, муж был агрессивен. Берген неоднократно становилась жертвой домашнего насилия.

## Атака азотной кислотой
Через несколько месяцев после свадьбы она решила уйти от мужа, не поставив того в известность,  и вернуться к своей матери. Сербест пытался искать её повсюду, однажды он ворвался в дом её сестры, где она тоже была. Ей пришлось спрятаться под стол. Сербест не мог смириться с тем, что она ушла от него. Поэтому он захотел отомстить и нанял наёмного убийцу для совершения атаки азотной кислотой.
Он дал 500 тысяч лир наемному убийце, чтобы тот отправился в Измир. В ночь на 31 октября 1982 года у выхода из ночного клуба «Нью-Йорк» в Измире, Берген была со своей матерью, когда наемный убийца вылил на певицу бутылку азотной кислоты. В результате этой атаки Берген получила серьёзные ожоги. Онур Эрол известный пластический хирург того периода, который следил за событиями из прессы, бесплатно оказал помощь Берген. Сербест был пойман и приговорён к 13 годам тюрьмы, но не до конца отбыл свой срок.

## Лечение и возвращение к музыку
После лечения, с помощью уговоров композитора Дженгиза Ёзшекера  Берген вернулась к музыке и до 1985 года выступала перед публикой в ночном клубе, принадлежавшем Ёзшекеру. В 1983 году артистка переехала в Измир и подготовила альбом «Kardeşiz Kader», состоящий из 12 песен, с ограниченным бюджетом. Приглашенная в Стамбул «Yaşar Kekeva», владельцем «Yaşar Records», артистка впервые встретилась с любителями музыки в Стамбуле 29 марта 1985 года. В 1985 году под музыкальным руководством «Burhan Bayar» певица подготовила альбом «İnsan Severse», а в конце 1986 года получила большую известность благодаря альбому «Acıların Kadını». Этот Альбом был продан тиражом более 1 миллиона копий. Артистка была удостоена премии «Золотая пластинка» и «Золотая кассета» в 1987 году с титулом «Самая продаваемая арабеская артистка 1986 года».

## Смерть
В Позанты, Адана куда она приехала чтобы рекламировать свой последний альбом «Yıllar Affetmez», она была застрелена Сербестом. Она была похоронена в родном городе Мерсин. Её мать также была ранена в результате атаки.
Сербест, который после убийства бежал за границу, был арестован в Германии и приговорен к 15 годам, но приговор был сокращён за хорошее поведение до 3 лет. С учётом 16-месячного периода содержания под стражей в Германии и Турции он был приговорен к 7 месяцам лишения свободы.

## Фильм (2022)
4 марта 2022 года вышел биографический фильм о жизни Берген, главную роль в котором сыграла актриса Фарах Зейнеп Абдуллах. Фильм считается одним из самых успешных фильмов турецкого кинематографа. Он был показан в кинотеатрах таких стран, как Великобритания, Австрия, Бельгия, Нидерланды, Дания, Азербайджан, Франция, Германия и Швейцария. Его прокат по всей Западной Азии также имел широкий успех. «Берген» также был первым турецким фильмом, который был показан в Саудовской Аравии.
После выхода фильма, Халис Сербест, убийца Берген, подал иски о диффамации против создателей фильма. В ответ на это, торжественное открытие в Стамбуле пришлось охранять силами спецназа. Мэр города Козан в области Адана, где живёт Сербест, запретил показ фильма на том основании, что он не подходит для несовершеннолетних, однако крупнейшие турецкие кинематографические ассоциации и союзы осудили это решение и заявили, что на самом деле фильм был сделан, чтобы помириться с Сербестом.
В Турции фильм был воспринят как исследование и осуждение насилия по отношению к женщинам. Частично это было связано с целенаправленными решениями, принятыми в фильме, такими как отказ показывать убийцу Берген как «полностью реализованного персонажа», а скорее как дублёра исполнителей патриархального насилия, причем его имя было показано только один раз во время финальных титров. Кылычдароглу Кемаль, лидер главной оппозиционной Народно-Республиканской партии, заявил, что «каждый, кто отвергает насилие в отношении женщин, должен посмотреть этот фильм», и использовал его, чтобы выступить за возвращение Турции к Стамбульской конвенции о предотвращении и борьбе с насилием в отношении женщин и домашним насилием.

## Дискография
| год  | альбом                             |
| ---- | ---------------------------------- |
| 1982 | Şikayetim Var                      |
| 1984 | Kardeşiz Kader                     |
| 1985 | İnsan Severse                      |
| 1986 | Acıların Kadını                    |
| 1987 | Onu Da Yak Tanrım                  |
| 1988 | Sevgimin Bedeli                    |
| 1988 | İstemiyorum                        |
| 1989 | Yıllar Affetmez (последний альбом) |
| 1990 | Giden Gençliğim                    |
| 1990 | Garibin Çilesi Mezarda Biter       |
| 1991 | Son Ağlayışım                      |